# Vilhelm Buhl (dokumentarfilm)
|  | Denne artikel er oprettet af botten Steenthbot ud fra en ekstern database. Den kan derfor have sproglige fejl eller mangler. Denne skabelon kan fjernes efter kontrol af indholdet. |

Vilhelm Buhl er en dansk portrætfilm om den danske politiker af samme navn fra 1957 instrueret af Nicolai Lichtenberg.

## Handling
Filmen viser optagelser af den forhenværende statsminister i hjemmet på Amagerbrogade i august 1952, hvor han interviewes af højskoleforstander K.B. Andersen, samt optagelser fra Buhls sommerhus i Søllerød i september 1952, og foran Christiansborg i maj 1954, hvor han møder Statsminister Hans Hedtoft og udenrigsminister H.C. Hansen.

## Medvirkende
- K. B. Andersen
- Vilhelm Buhl
- Hans Hedtoft